# Thailandia ai Giochi della XXV Olimpiade
La Thailandia partecipò ai Giochi della XXV Olimpiade, svoltisi a Barcellona, Spagna, dal 25 luglio al 9 agosto 1992, con una delegazione di 46 atleti impegnati in nove discipline.